# Lobelia hassleri
Lobelia hassleri är en klockväxtart som beskrevs av Alexander Zahlbruckner. Lobelia hassleri ingår i släktet lobelior, och familjen klockväxter. Inga underarter finns listade i Catalogue of Life.